# Catéchisme de Canisius

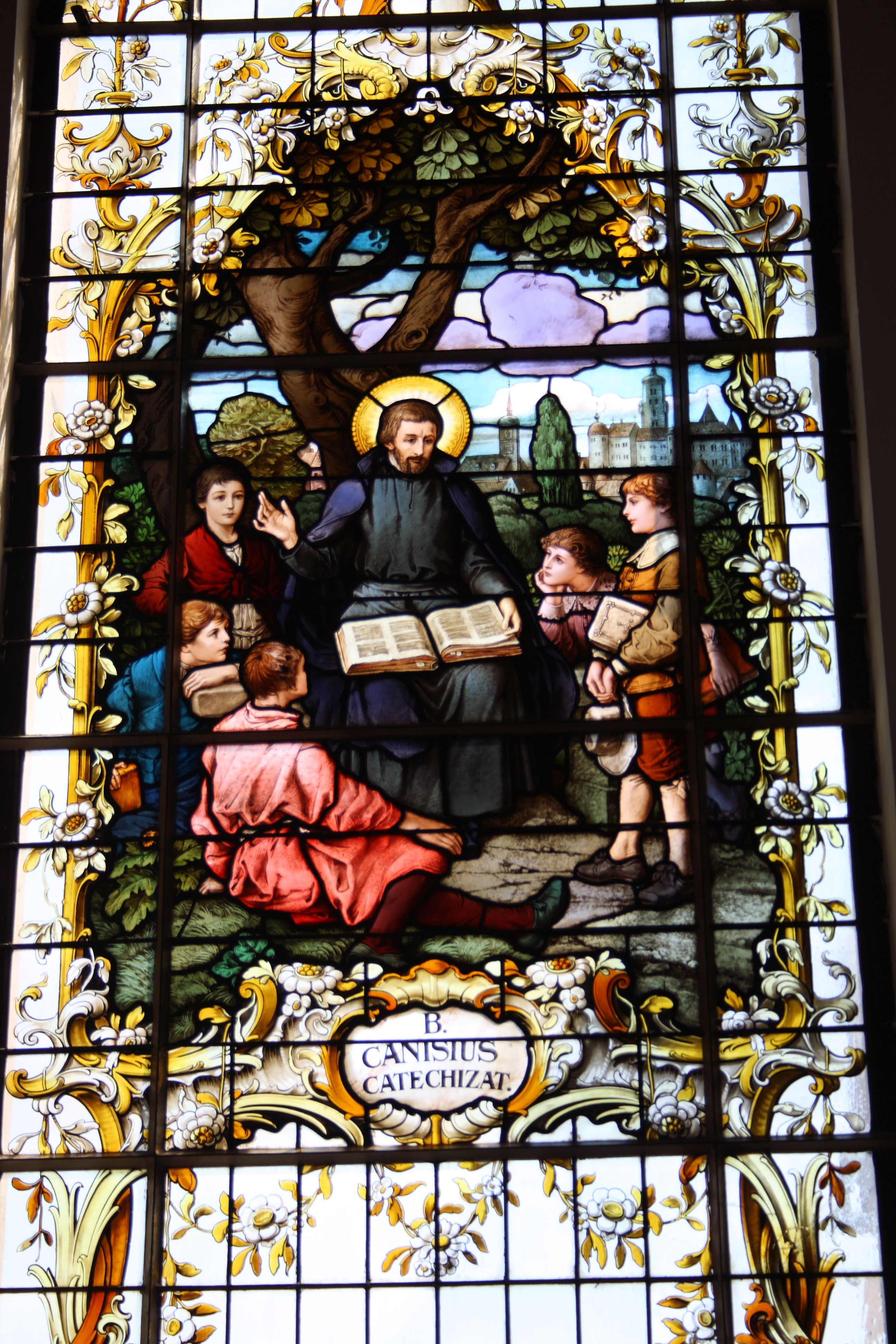
Saint Pierre Canisius est souvent représenté donnant une leçon de catéchisme aux enfants

Le Catéchisme de Canisius (le titre complet dans sa première édition étant Summa doctrinae christianae, per quaestiones tradita et in usum Christianae pueritiae nunc primum edita) est un manuel de présentation de la foi chrétienne (catholique) composé en 1555, en latin, par saint Pierre Canisius. Immédiatement traduit en allemand, il fut réédité et réimprimé, sous sa forme abrégée de ‘petit catéchisme’, dans toutes les langues européennes importantes jusqu’au milieu du XXe siècle.

## Histoire
Le ‘Kleiner Catechismus’ de Luther circule déjà dans les divers états d’Allemagne depuis 1529. Conscient du succès que remporte ce catéchisme luthérien l’empereur Ferdinand veut quelque chose de semblable pour redresser la religion catholique dans son empire. Le jésuite et théologien Pierre Canisius est chargé du travail. Ce dernier, apôtre catholique dans une Allemagne qui bascule dans la Réforme, accepte volontiers car il est convaincu que « les Allemands sont sincères. Ils errent non par arrogance mais par ignorance. Une explication honnête de la foi (chrétienne) aurait beaucoup plus d’effet que des attaques polémiques contre les Réformateurs ».
Canisius se met à la tâche. Il produit :
- une ‘Summa doctrinae christianae...’ imprimée à Vienne (Autriche) en 1555 qui sera connue comme le ‘Maior catechismus’[1] S’adaptant chaque fois à des publics précis Canisius a écrit sa ‘Summa doctrinae christianae...’ pour des personnes de niveau universitaire, connaissant bien le latin et capables de comprendre une argumentation théologique élémentaire.
- Il prépare ensuite un ‘Minimus’, comportant également une grammaire latine (de). Canisius en supervise lui-même la publication, à Ingolstadt (1556). Conçu pour des jeunes adolescents l’idée en est d’instiller la doctrine chrétienne à l’aide de manuels scolaires (comme le faisaient Melanchton et d’autres protestants). Il contient également des prières pour toutes occasions.
- Un troisième, le ‘Parvus’ ou ‘Minor’ est composé pour l’instruction des enfants. Canisius y donne une égale attention personnelle, commençant ce travail à Worms en 1557 et le continuant au fil de ses pérégrinations en Alsace et Ingolstadt. L'opuscule sort de presse à Cologne aux environs de la Noël 1558, et est immédiatement réimprimé à Vienne et Anvers (1559), à Rome en 1560 et à Cracovie en 1561 et une troisième édition allemande à Dillingen en 1564 qui combine ‘catéchisme’ et ‘livre de prières’. Au fil des éditions le ‘petit catéchisme’ contiendra de plus en plus des ‘exercices de piété’, examens de conscience, et autres dévotions à pratiquer chaque jour de la semaine ou aux différentes fêtes de l’année liturgique. Très pédagogique il contient de nombreuses illustrations.
- À la fin de sa vie le saint Pierre Canisius - il a 75 ans - prépare même une édition pour les petits enfants, prenant la peine de diviser les mots en syllabes: « pour permettre à mes chers petits enfants de l’apprendre plus facilement»[2]

Tous les trois catéchismes sont composés d’abord en latin mais immédiatement traduits et publiés en allemand

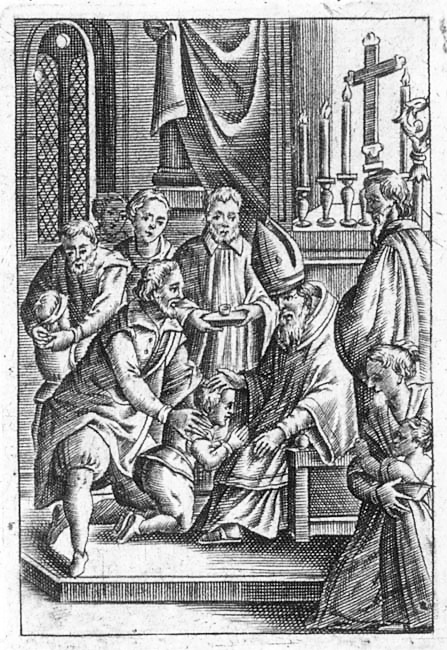
Le sacrement de Confirmation : illustration dans le catéchisme de Canisius (1659)

En 1615, dix-huit ans après la mort de Pierre Canisius, son premier biographe, Mathieu Rader écrit : « Canisius commence à parler dans les langues de tous les peuples : allemand, slave, italien, espagnol, polonais, grec, tchèque, anglais, écossais, éthiopien et même, comme je l’apprend de mes confrères qui sont sur place, également en hindustani et japonais. On peut dire aujourd’hui qu’’il est catéchiste de pratiquement toutes les nations »
À la fin du XIXe siècle, un biographe protestant de Pierre Canisius, le Dr Drews écrit : « Le catéchisme de Canisius est connu partout dans le monde et de siècle en siècle car, 130 ans après la date de sa première impression il a connu près de 400 éditions… Le plan et son organisation sont ingénieux au plus haut degré et la présentation un modèle de lucidité et clarté, sans parallèle parmi les livres catholiques »

## Description et contenu
Dans le ‘grand catéchisme’ (‘Summa doctrinae christianae...’) les citations bibliques sont nombreuses. Dès l'abord une illustration du Jésus-Christ, qui est entouré d’enfants d’âges différents et pose la main sur deux d’entre eux, est accompagnée d’un vers du psalmiste (Ps 34 :12) : «Fils, venez m’écouter. Je vous enseignerai la crainte du Seigneur! »  Et en dessous, l’invitation du prophète Isaïe (Is 2 :3): « Venez ; montons à la montagne du Seigneur, à la maison du Dieu de Jacob. Il nous montrera ses chemins et nous marcherons sur ses routes ».
Le catéchisme comprend deux parties : ‘Doctrine de sagesse’ et ‘Doctrine de justice’. La sagesse comprend les vertus théologales, foi, espérance et charité. Ce que nous devons croire nous est enseigné dans le credo des apôtres. Et ce que nous devons espérer et demander dans la prière est contenu dans le ‘Notre Père’, tandis que la charité découle de l’observance des Dix commandements. La deuxième partie ‘Doctrine de justice’ dépend de l’ouverture au don de l’Esprit Saint, don de Dieu qui guide chacun dans le rejet du Mal et la pratique du Bien. Un lien est créé entre les deux parties par un petit traité sur les sacrements qui, justement, sont nécessaires pour recevoir la Sagesse et demeurer dans la Justice.
En conséquence le catéchisme est divisé en cinq chapitres :
- La Foi : 22 questions
- L’Espérance (avec le ‘Notre Père’ et le ‘Je vous salue Marie’) : 29 questions
- La Charité (avec le décalogue et les commandements de l’Église) : 39 questions
- Les Sacrements : 53 questions
- La Justice (incluant, le péché, les bonnes œuvres, les vertus cardinales, les dons de l’Esprit Saint, les Béatitudes et les Conseils évangéliques) : 86 questions.

Les questions sont courtes et précises, mais les réponses s’étendent parfois sur deux ou trois pages, ce qui prouve que le catéchisme n’était pas conçu pour une mémorisation naïve et primaire. Chaque réponse est étayée par un très large recours aux citations de l'Écriture Sainte et des écrits des Pères de l'Église.

## Source
- James Brodrick, Saint Peter Canisius, Loyola Univ. Press, Chicago, 1962, p. 221 à 252.